# Ворочево
Воро́чево — пасажирський залізничний зупинний пункт Ужгородської дирекції Львівської залізниці.
Розташований на південно-західній околиці міста Перечин, поблизу села Ворочово, Перечинський район Закарпатської області на лінії Самбір — Чоп між станціями Перечин (4 км) та Кам'яниця (4 км).
Станом на серпень 2019 року щодня чотири пари електропотягів прямують за напрямком Сянки — Мукачево.